# Station Ligugé
Station Ligugé is een spoorweghalte in de Franse gemeente Ligugé. Zij wordt bediend door treinen van het netwerk TER Nouvelle-Aquitaine op het traject Angoulême - Poitiers.